# Jemielnica (gmina)
Jemielnica (en allemand Himmelwitz) est une gmina rurale du powiat de Strzelce Opolskie, Opole, dans le sud-ouest de la Pologne. Son siège est le village de Jemielnica, qui se situe environ 9 km au nord-est de Strzelce Opolskie et 35 km au sud-est de la capitale régionale Opole.
La gmina couvre une superficie de 113,21 km2 pour une population de 7 526 habitants.

## Géographie
La gmina inclut les villages de Jemielnica, Barut, Bokowe, Centawa, Gąsiorowice, Łaziska, Piotrówka et Wierchlesie
La gmina borde les gminy de Kolonowskie, Strzelce Opolskie, Wielowieś et Zawadzkie.